# Filmfare Awards (2019)
64-я церемония награждения Filmfare Awards состоялась 23 марта 2019 года. На ней были отмечены лучшие киноработы на хинди, вышедшие в прокат до конца 2018 года.
Каждый фильм Заговор и Стреляйте в пианиста завоевал пять наград. Фильмы Поздравляем! и Падмавати завоевали по четыре награды, фильм Тумбад две награды, фильм Санджай две награды.

## Победители и номинанты
Публичное голосование по номинациям на веб-сайте Filmfare, открылось в конце декабря 2018 года и закрылось в конце января 2019 года. Номинанты были объявлены 12 марта 2019 года, а победители были объявлены 23 марта 2019 года.

### Популярные Награды
| Лучший фильм | Лучший режиссёр |
| --- | --- |
| - Заговор — Dharma Productions — Каран Джохар, Хироо Джохар, Апурва Мехта - Стреляйте в пианиста — Viacom18 Motion Pictures, Matchbox Pictures - Поздравляем! (фильм) — Junglee Pictures, Chrome Pictures — Винит Джайн, Алея Cен, Хемант Бхандари, Амит Рабиндранат Шарма, Сушил Чаудхари, Прити Сахни. - Падмавати — Viacom18 Motion Pictures, Bhansali Productions — Судханшу Ватс, Ажит Андхаре, Санджай Лила Бхансали - Санджай — Vinod Chopra Films, Rajkumar Hirani Films — Видху Винод Чопра, Раджкумар Хирани - Женщина — Maddock Films, D2R Films — Динеш Виджан, Радж Нидимору и Кришна Д.К. | - Мегна Гулзар — Заговор - Амар Каушик — Женщина - Амит Шарма — Поздравляем! - Раджкумар Хирани — Санджай - Санджай Лила Бхансали — Падмавати - Шрирам Рагхаван — Стреляйте в пианиста |
| Лучшая мужская роль | Лучшая женская роль |
| - Ранбир Капур — Санджай, в роли Санджай Датт - Ранвир Сингх — Падмавати, в роли Алауддин Хилжи - Акшай Кумар — Пэдмен, в роли Лаксмикант Чаухан - Аюшманн Кхурана — Стреляйте в пианиста, в роли Акаш - Раджкумар Рао — Женщина, в роли Викей - Шах Рукх Кхан — Ноль, в роли Бауа Сингх | - Алиа Бхатт — Заговор, в роли Сехмат Хан - Дипика Падукон — Падмавати, в роли Падмавати - Нина Гупта — Поздравляем!, в роли Приямвада Каушик - Рани Мукхерджи — Я – препод, в роли Г-жа Наина Матур - Табу — Стреляйте в пианиста, в роли Сими                                                                                             |
| Лучшая мужская роль второго плана | Лучшая женская роль второго плана |
| - Вики Каушал — Санджай, в роли Камлеш «Камали» Канхайялал Капаси - Гаджрадж Рао — Поздравляем!, в роли Джитендра Каушик (tie) - Апаршакти Хурана — Женщина, в роли Битту - Джим Сарбх — Падмавати, в роли Малик Кафур - Манодж Пахва — Страна, в роли Билал Али Мухаммед - Панкадж Трипати — Женщина, в роли Рудра | - Сурекха Сикри — Поздравляем!, в роли Дади - Гитанджали Рао — Октябрь, в роли Проф. Видя Айер - Катрина Каиф — Ноль, в роли Бабита Кумари - Шикха Талсания — Свадьба лучшей подруги, в роли Мира Каур Стинсон - Свара Бхаскар — Свадьба лучшей подруги, в роли Сакши Сони - Ямини Дасс — Нитка-иголка: Сделано в Индии, в роли Ниммо Шарма |
| Лучшая дебютная мужская роль | Лучшая дебютная женская роль |
| - Ишан Хаттер — За облаками, в роли Амир и Стук сердца, в роли Мадукар Багла | - Сара Али Кхан — Кедарнатх, в роли Мандакани Мишра - Джанви Капур — Стук сердца, в роли Партхви - Муни Рой — Золото, в роли Монобина - Радхика Мадан — Фейерверк, в роли Чамки Кумари - Банита Сандху — Октябрь, в роли Шиули Йер |
| Лучшая музыка к песне для фильма | Лучшие слова к песне для фильма |
| - Санджай Лила Бхансали — Падмавати - Аджай-Атул — Стук сердца - Аджай-Атул — Ноль - Амаал Малик, Рочак Коли, Yo Yo Honey Singh, Мастер Рандхава, Зак Найт, Саюра-Ваибхав и Раджат Нагпал — Сону, Титу и Свити - Амит Триведи — Заветные желания - Шанкар-Есан-Лой — Заговор | - Гулзар — «Ae Watan» — Заговор - А.М. Тураз — «Binte Dil» — Падмавати - Гулзар — «Dilbaro» — Заговор - Иршад Камиль — «Mere Naam Tu» — Ноль - Кумар — «Tera Yaar Hoon Main» — Сону, Титу и Свити - Шехар Аститва — «Kar Har Maidaan Fateh» — Санджай                                                                                       |
| Лучший мужской закадровый вокал | Лучший женский закадровый вокал |
| - Ариджит Сингх — «Ae Watan (Male)» — Заговор - Абхай Джодхпуркар — «Mere Naam Tu» — Ноль - Ариджит Сингх — «Binte Dil» — Падмавати - Ариджит Сингх — «Tera Yaar Hoon Main» — Сону, Титу и Свити - Бадша — «Tareefan» — Свадьба лучшей подруги - Шанкар Махадеван — «Dilbaro» — Заговор | - Шрейя Гошал — «Ghoomar» — Падмавати - Харшдип Каур и Вибха Сараф — «Dilbaro» — Заговор - Джонита Ганди — «Ahista» — Лайла Маджну - Ронкини Гупта — «Chaav Laga» — Нитка-иголка: Сделано в Индии - Сунидхи Чаухан — «Ae Watan (Female)» — Заговор - Сунидхи Чаухан — «Manwaa» — Октябрь                                                    |

### Награды критиков
Номинации на премию критиков были объявлены 12 марта 2019 года.
| Filmfare Award за лучший фильм по мнению критиков | Filmfare Award за лучший фильм по мнению критиков |
| --- | --- |
| - Стреляйте в пианиста — Шрирам Рагхаван - Поздравляем! — Амит Шарма - Манто — Нандита Дас - Фейерверк — Вишал Бхардвадж - Заговор — Мегна Гулзар - Тумбад — Рахи Анил Барве | |
| Лучшая мужская роль по мнению критиков | Лучшая женская роль по мнению критиков |
| - Ранвир Сингх — Падмавати, в роли Алауддин Хилжи - Аюшманн Кхурана — Стреляйте в пианиста, в роли Акаш (tie) - Навазуддин Сиддикуи — Манто, в роли Саадат Хасан Манто - Ранбир Капур — Санджай, в роли Санджай Датт - Варун Дхаван — Октябрь, в роли Даниш Валия - Винит Кумар Сингх — Дебошир, в роли Шраван Кумар Сингх | - Нина Гупта — Поздравляем!, в роли Приямвада Каушик - Алиа Бхатт — Заговор, в роли Сехмат Хан - Анушка Шарма — Нитка-иголка: Сделано в Индии, в роли Мамта - Радхика Мадан — Фейерверк, в роли Чампа Бадки Кумари - Таапси Панну — Страна, в роли Аарти Малхотра / Мухаммед - Табу — Стреляйте в пианиста, в роли Сими |
| Лучший короткометражный фильм (не фантастика) | Лучший короткометражный фильм (фантастика) |
| - Сачин Баласахеб Суряванши — The Soccer City | - Роган Джош |
| Лучший короткометражный фильм (выбор зрителей) | |
| - Plus Minus - Kahanibaaz - First Period - Gandh - Prawns - Udne Do - Rogan Josh - Malota | |
| Лучший актёр — мужчина (Короткометражный фильм) | Лучший актёр — женщина (Короткометражный фильм) |
| - Хуссэйн Далаль — Shameless | - Кирти Кулхари — Maya |

### Специальные награды
| Filmfare Award за пожизненные достижения                          | Filmfare Award за пожизненные достижения |
| ----------------------------------------------------------------- | ---------------------------------------- |
| - Шридеви (награждена посмертно)                                  |                                          |
| Специальная премия Filmfare                                       |                                          |
| - Хема Малини                                                     |                                          |
| Filmfare Award имени Р. Д. Бурмана для новых музыкальных талантов |                                          |
| - Ниладри Кумар для Лайла Маджну                                  |                                          |
| Filmfare Award за лучший режиссёрский дебют                       |                                          |
| - Амар Каушик — Женщина                                           |                                          |

### Технические награды
Победители были объявлены 23 марта 2019 года.
| Лучший сюжет | Лучший сценарий |
| --- | --- |
| - Анубхав Синха — Страна - Анудип Сингх — Дебошир - Радж Нидимору и Кришна Д.К. — Женщина - Шарат Катария — Нитка-иголка: Сделано в Индии - Akshat Ghildial, Shantanu Srivastava — Поздравляем! (Отказались)                          | - Шрирам Рагхаван, Ариджит Бисвас, Пуджа Ладха Сурти, Йогеш Чандекар, Хемант Рао — Стреляйте в пианиста - Анубхав Синха — Страна - Бхавани Айер и Мегна Гулзар — Заговор - Нандита Дас — Манто - Радж Нидимору и Кришна Д.К. — Женщина                    |
| Лучший диалог в фильме | Лучший монтаж |
| - Акшат Гилдиал — Поздравляем! - Анубхав Синха — Страна - Нандита Дас — Манто - Шарат Катария — Нитка-иголка: Сделано в Индии - Сумит Арораа — Женщина - Вишал Бхардвадж — Фейерверк                                                  | - Пуджа Ладха Сурти — Стреляйте в пианиста - Баллу Салуджа — Страна - Хеманти Саркар — Женщина - Нитин Бэйд — Заговор - Санюкта Каза — Тумбад |
| Лучшая хореография | Лучшая операторская работа |
| - Крути Махеш Мидя и Джоти Д Томмаар — Ghoomar — Падмавати - Ганеш Ачарья — «Main Badhiya Tu Bhi Badhiya» — Санджай - Ганеш Ачарья — «Khalibali» — Падмавати - Ремо Д'Суза — «Mere Naam Tu» — Ноль - Шабина Хан — «Balma» — Фейерверк | - Панкадж Кумар — Тумбад - Абхик Мухопадхяй — Октябрь - Картик Виджай — Манто - Ранджан Палит — Фейерверк - Судип Чаттерджи — Падмавати - Сиддхарт Диван — Бхавеш Джоши, супергерой                                                                       |
| Лучшая работа художника-постановщика | Лучший звук |
| - Нитин Зихани Чоудхари и Ракеш Ядав — Тумбад - Субрата Чакраборты и Амит Рэй — Падмавати - Нил Чоудхури — Omertà - Рита Гхош — Манто - Мадхусудан — Женщина - Ратхиш UK — Поздравляем!                                               | - Кунал Шарма — Тумбад - Аниш Джон — Фея - Прияншу Чаттерджи — Падмавати - Дипанкар Джоджо Чаки — Октябрь - Мадху Апсара — Стреляйте в пианиста - Роберт Келло — В тени                                                                                   |
| Лучший дизайн костюмов | Влияние в киноиндустрии |
| - Шитал Шарма — Манто - Аджай, Максима Басу, Харприт Римпл и Чандракант Сонаване — Падмавати - Каришма Шарма — Фейерверк - Паял Салуджа — Золото - Смрити Чаухан и Сачин Ловалекар — Тумбад                                           | - Дэниэл Б. Джордж — Стреляйте в пианиста - Амит Триведи — Заветные желания - Йеспер Кюд — Тумбад - Шантану Мойтра — Октябрь - Шанкар-Есан-Лой и Тубби — Заговор                                                                                          |
| Лучшие спецэффекты | Лучшая постановка боевых сцен |
| - Red Chillies VFX — Ноль - Filmgate Films AB — Тумбад - NYVFXWala — Падмавати - Red Chillies VFX — Фея | - Викрам Дахия и Сунил Родригез — Дебошир - Ахмед Кхан, Кеча Хампадки, Рам Челла, Лакшман Челла и Шамшир Хан — Бунтарь 2 - Сирил Раффаэлли, Себастьян Сево и Викрам Дахия — Бхавеш Джоши, супергерой - Шийам Каушал — Падмавати - Сунил Родригез — Симмба |

## Вершина

#### Несколько номинаций
| Номинации | Фильм                         |
| --------- | ----------------------------- |
| 18        | Падмавати                     |
| 15        | Заговор                       |
| 11        | Стреляйте в пианиста          |
| 10        | Поздравляем!                  |
| 10        | Женщина                       |
| 8         | Тумбад                        |
| 7         | Манто                         |
| 7         | Санджай                       |
| 7         | Ноль                          |
| 6         | Страна                        |
| 6         | Октябрь                       |
| 6         | Фейерверк                     |
| 5         | Нитка-иголка: Сделано в Индии |
| 3         | Дебошир                       |
| 3         | Сону, Титу и Свити            |
| 3         | Свадьба лучшей подруги        |
| 2         | Бхавеш Джоши, супергерой      |
| 2         | Заветные желания              |
| 2         | Фея                           |

| Награда | Фильм                |
| ------- | -------------------- |
| 5       | Заговор              |
| 5       | Стреляйте в пианиста |
| 4       | Поздравляем!         |
| 4       | Падмавати            |
| 3       | Тумбад               |
| 2       | Санджай              |